# 会場盤
「会場盤」（かいじょうばん）は、シドの1作目の会場限定シングルである。

## 概要
- 完売し、現在入手は困難。
- 2004年3月28日にLIVE会場にて200枚限定で販売された。
- 紙ジャケット仕様。

## 収録曲
1. 青
作詞：マオ、作曲：御恵明希
歌詞に「親不孝通り」と福岡県の地名が出てくる。また、アルバムのものとは違い、最初からアップテンポとなっている。
2. 私は雨
作詞：マオ、作曲：Shinji
こちらも青と同じように、「百道浜」「天神」といった福岡県の地名が出てくる。歌詞に登場するバーボンは、当時あまりお酒が飲めなかったマオがなんとなく気に入り付けた。後日バーボンがどんなものか知り、｢合ってた｣と思ったらしい。

## 収録アルバム
憐哀 -レンアイ- (#1,2)